# Европско првенство у фудбалу 2020.
Европско првенство у фудбалу 2020. шеснаесто је по реду Европско првенство које је одржано у једанаест градова широм Европе, од 11. јуна до 11. јула 2021. године. У септембру 2014. одлучено је који ће градови бити домаћини на овом првенству. На првенству су се тимови по први пут могли квалификовати на два начина: путем квалификација или путем Лиге нација. Првенство је било првобитно планирано да се одржи од 12. јуна до 12. јула 2020. године, међутим, 17. марта те године Фифа је одложила турнир за 2021. годину због пандемије ковида 19 у Европи. Упркос одлагању, турнир се одржао под именом UEFA Euro 2020 из маркетиншких разлога.
Поводом планираног обележавања 60-годишњице од првог европског првенства, ово издање је било организовано у једанаест градова широм Европе. Полуфинала и финале су била одржана на стадиону Вембли у Лондону.
Организацијом дела такмичења у Санкт Петербургу и Бакуу, први пут је првенство било одржано у трансконтиненталним земљама. Такође, утакмице европског првенства у Бакуу су биле прве организоване у држави Закавказја, у већински муслиманској земљи и на говорном подручју туркијских језика. Будимпешта је била први домаћин са подручја угро-финских језика.
Португалија је бранила титулу шампиона будући да је била победник прошлог Европског првенства. Систем ВАР се по први пут користио на овом такмичењу.
Италија је по други пут освојила првенство након што је била боља у извођењу једанаестераца од Енглеске са резултатом 3 : 2.

## Избор домаћина
Коначна листа пријављених кандидата за домаћинство је донесена 26. априла 2014. године, док су домаћини првенства познати од 19. септембра 2014. године. Постојале су двије понуде за одржавање финала, од којих је једна успјешна и она је означена плавом бојом (одржавање финала и полуфинала), те 19 понуда за одржавање осмине финала, четвртине финала и групне фазе, од којих је 12 успјешно одабрано за одржавање четвртине финала и групне фазе (означени зеленом бојом; жутом бојом су означене локације гдје се одржава осмина финала и групна фаза).
| Држава     | Град            | Стадион                              | Капацитет                                 |
| ---------- | --------------- | ------------------------------------ | ----------------------------------------- |
| Азербејџан | Баку            | Олимпијски стадион у Бакуу           | 68.700                                    |
| Белорусија | Минск           | Трактар стадион                      | 16.500 (да се прошири на 33.000)          |
| Белгија    | Брисел          | Еуростадион (предложен нови стадион) | 50.000 (62.613 потенцијално)              |
| Бугарска   | Софија          | Стадион Васил Левски                 | 43.000 (да се прошири на 50.000)          |
| Данска     | Копенхаген      | Стадион Паркен                       | 38.065                                    |
| Енглеска   | Лондон          | Вембли                               | 90.000                                    |
| Немачка    | Минхен          | Алијанц арена                        | 67.812 (да се прошири на 75.000)          |
| Мађарска   | Будимпешта      | Пушкаш арена                         | 56.000 (предложен нови стадион од 68.000) |
| Ирска      | Даблин          | Авива стадион                        | 51.700                                    |
| Израел     | Јерусалим       | Стадион Теди                         | 34.000 (да се прошири на 53.000)          |
| Италија    | Рим             | Стадион Олимпико                     | 72.698                                    |
| Македонија | Скопље          | Арена Филип II Македонски            | 33.460                                    |
| Холандија  | Амстердам       | Амстердам арена                      | 53.052 (да се прошири на 55.000—56.000)   |
| Румунија   | Букурешт        | Национални стадион у Букурешту       | 55.600                                    |
| Русија     | Санкт Петербург | Нови зенит стадион                   | 69.500                                    |
| Шкотска    | Глазгов         | Хемпден парк                         | 52.063                                    |
| Шпанија    | Билбао          | Сан Мамес                            | 53.332                                    |
| Шведска    | Солна, Стокхолм | Арена Френдс                         | 50.000                                    |
| Велс       | Кардиф          | Миленијум                            | 74.500                                    |

## Стадиони
| Лондон                  | Минхен | Рим | Баку                           |
| ----------------------- | --- | --- | ------------------------------ |
| Вембли                  | Алијанц арена | Стадион Олимпико | Олимпијски стадион у Бакуу     |
| Капацитет: 90.000       | Капацитет: 75.000 | Капацитет: 72.698 | Капацитет: 68.700              |
|                         | | |                                |
| Санкт Петербург         | ЛондонБакуМинхенРимСанкт ПетербургКопенхагенБудимпештаАмстердамБукурештГлазговСевиљаЕвропско првенство у фудбалу 2020. на карти Европе | ЛондонБакуМинхенРимСанкт ПетербургКопенхагенБудимпештаАмстердамБукурештГлазговСевиљаЕвропско првенство у фудбалу 2020. на карти Европе | Букурешт                       |
| Стадион Санкт Петербург | ЛондонБакуМинхенРимСанкт ПетербургКопенхагенБудимпештаАмстердамБукурештГлазговСевиљаЕвропско првенство у фудбалу 2020. на карти Европе | ЛондонБакуМинхенРимСанкт ПетербургКопенхагенБудимпештаАмстердамБукурештГлазговСевиљаЕвропско првенство у фудбалу 2020. на карти Европе | Национални стадион у Букурешту |
| Капацитет: 68.134       | ЛондонБакуМинхенРимСанкт ПетербургКопенхагенБудимпештаАмстердамБукурештГлазговСевиљаЕвропско првенство у фудбалу 2020. на карти Европе | ЛондонБакуМинхенРимСанкт ПетербургКопенхагенБудимпештаАмстердамБукурештГлазговСевиљаЕвропско првенство у фудбалу 2020. на карти Европе | Капацитет: 55.600              |
|                         | ЛондонБакуМинхенРимСанкт ПетербургКопенхагенБудимпештаАмстердамБукурештГлазговСевиљаЕвропско првенство у фудбалу 2020. на карти Европе | ЛондонБакуМинхенРимСанкт ПетербургКопенхагенБудимпештаАмстердамБукурештГлазговСевиљаЕвропско првенство у фудбалу 2020. на карти Европе |                                |
| Амстердам               | ЛондонБакуМинхенРимСанкт ПетербургКопенхагенБудимпештаАмстердамБукурештГлазговСевиљаЕвропско првенство у фудбалу 2020. на карти Европе | ЛондонБакуМинхенРимСанкт ПетербургКопенхагенБудимпештаАмстердамБукурештГлазговСевиљаЕвропско првенство у фудбалу 2020. на карти Европе | Копенхаген                     |
| Јохан Кројф арена       | ЛондонБакуМинхенРимСанкт ПетербургКопенхагенБудимпештаАмстердамБукурештГлазговСевиљаЕвропско првенство у фудбалу 2020. на карти Европе | ЛондонБакуМинхенРимСанкт ПетербургКопенхагенБудимпештаАмстердамБукурештГлазговСевиљаЕвропско првенство у фудбалу 2020. на карти Европе | Стадион Паркен                 |
| Капацитет: 54.990       | ЛондонБакуМинхенРимСанкт ПетербургКопенхагенБудимпештаАмстердамБукурештГлазговСевиљаЕвропско првенство у фудбалу 2020. на карти Европе | ЛондонБакуМинхенРимСанкт ПетербургКопенхагенБудимпештаАмстердамБукурештГлазговСевиљаЕвропско првенство у фудбалу 2020. на карти Европе | Капацитет: 38.065              |
|                         | ЛондонБакуМинхенРимСанкт ПетербургКопенхагенБудимпештаАмстердамБукурештГлазговСевиљаЕвропско првенство у фудбалу 2020. на карти Европе | ЛондонБакуМинхенРимСанкт ПетербургКопенхагенБудимпештаАмстердамБукурештГлазговСевиљаЕвропско првенство у фудбалу 2020. на карти Европе |                                |
| Севиља                  | Будимпешта | Глазгов |                                |
| Ла Картуха              | Пушкаш арена | Хемпден парк |                                |
| Капацитет: 60.000       | Капацитет: 67.889 | Капацитет: 52.063 |                                |
|                         | | |                                |

## Квалификације
На овом првенству неће бити аутоматски квалификованих репрезентација, тако да ће све 55 репрезентације признате од стране Уефе учествовати у квалификацијама, па чак и земље домаћини. Дакле, могуће је да се првенство одржи у земљи која не учествује на њему.
Репрезентације ће се моћи квалификовати преко Лиге нација. Главни квалификациони процес ће почети у марту 2019. године, а квалификације се завршавају у новембру 2019. године. У том тренутку ће бити квалификовано 20 репрезентација, што значи да ће се за 4 празна места и даље борити неквалификоване репрезентације. Укупно 54 репрезентације ће се такмичити преко Националне лиге тако што ће бити подељени у 6 група по 5 репрезентација и 4 групе по 6 репрезентација. У једном месецу ће бити одигране по две утакмице, и то у марту, јуну, септембру, октобру и новембру.

### Квалификоване репрезентације
Деветнаест од двадесет и четири репрезентација које су се квалификовале за првенство 2016. године, такође су се квалификовале и за првенство 2020. године.
Холандија и Данска су се квалификовале након прескакања првенства 2016. године, док се Шкотска квалификовала на првенство по први пут после 1996. године. Репрезентације Северне Македоније и Финске ће по први пут наступити на првенству.
| Репрезентација1    | Квалификована као      | Датум квалификације | Преглед учешћа на турнирима2, 3                                                  |
| ------------------ | ---------------------- | ------------------- | -------------------------------------------------------------------------------- |
| Белгија            | Победник групе И       | 10. октобар 2019.   | 5 (1972, 1980, 1984, 2000, 2016)                                                 |
| Италија            | Победник групе Ј       | 12. октобар 2019.   | 9 (1968, 1980, 1988, 1996, 2000, 2004, 2008, 2012, 2016)                         |
| Русија             | Другопласирани групе И | 13. октобар 2019.   | 11 (19604, 19644, 19684, 19724, 19884, 19925, 1996, 2004, 2008, 2012, 2016)      |
| Пољска             | Победник групе Г       | 13. октобар 2019.   | 3 (2008, 2012, 2016)                                                             |
| Украјина           | Победник групе Б       | 14. октобар 2019.   | 2 (2012, 2016)                                                                   |
| Шпанија            | Победник групе Ф       | 15. октобар 2019.   | 10 (1964, 1980, 1984, 1988, 1996, 2000, 2004, 2008, 2012, 2016)                  |
| Турска             | Другопласирани групе Х | 14. новембар 2019.  | 4 (1996, 2000, 2008, 2016)                                                       |
| Француска          | Победник групе Х       | 14. новембар 2019.  | 9 (1960, 1984, 1992, 1996, 2000, 2004, 2008, 2012, 2016)                         |
| Енглеска           | Победник групе А       | 14. новембар 2019.  | 9 (1968, 1980, 1988, 1992, 1996, 2000, 2004, 2012, 2016)                         |
| Чешка              | Другопласирани групе А | 14. новембар 2019.  | 9 (19606, 19766, 19806, 1996, 2000, 2004, 2008, 2012, 2016)                      |
| Финска             | Другопласирани групе Ј | 15. новембар 2019.  | 0 (дебитант)                                                                     |
| Шведска            | Другопласирани групе Ф | 15. новембар 2019.  | 6 (1992, 2000, 2004, 2008, 2012, 2016)                                           |
| Хрватска           | Победник групе Е       | 16. новембар 2019.  | 5 (1996, 2004, 2008, 2012, 2016)                                                 |
| Аустрија           | Другопласирани групе Г | 16. новембар 2019.  | 2 (2008, 2016)                                                                   |
| Холандија          | Другопласирани групе Ц | 16. новембар 2019.  | 9 (1976, 1980, 1988, 1992, 1996, 2000, 2004, 2008, 2012)                         |
| Немачка            | Победник групе Ц       | 16. новембар 2019.  | 12 (19727, 19767, 19807, 19847, 19887, 1992, 1996, 2000, 2004, 2008, 2012, 2016) |
| Португал           | Другопласирани групе Б | 17. новембар 2019.  | 7 (1984, 1996, 2000, 2004, 2008, 2012, 2016)                                     |
| Швајцарска         | Победник групе Д       | 18. новембар 2019.  | 4 (1996, 2004, 2008, 2016)                                                       |
| Данска             | Другопласирани групе Д | 18. новембар 2019.  | 8 (1964, 1984, 1988, 1992, 1996, 2000, 2004, 2012)                               |
| Велс               | Другопласирани групе Е | 19. новембар 2019.  | 1 (2016)                                                                         |
| Мађарска           | Победник у баражу А    | 12. новембар 2020.  | 3 (1964, 1972, 2016)                                                             |
| Словачка           | Победник у баражу Б    | 12. новембар 2020.  | 1 (2016)                                                                         |
| Шкотска            | Победник у баражу Ц    | 12. новембар 2020.  | 2 (1992, 1996)                                                                   |
| Северна Македонија | Победник у баражу Д    | 12. новембар 2020.  | 0 (дебитант)                                                                     |

 Напомене:
1 Коса репрезентација означава домаћина на првенству
2 Подебљана година означава првака у тој години
3 Коса година означава домаћина у тој години
4 као Совјетски Савез,
5 као Заједница независних држава.
6 као Чехословачка.
7 као Западна Немачка.

### Жреб
Жреб се одржао у Ромекспу у Букурешту, у Румунији, 30. новембра 2019. године. Укупно су биле извучене 24 репрезентације, у 4 шешира по 6 репрезентације.
| Шешир 1                                                       | Шешир 2                                                           | Шешир 3                                                   | Шешир 4                                                              |
| ------------------------------------------------------------- | ----------------------------------------------------------------- | --------------------------------------------------------- | -------------------------------------------------------------------- |
| - Белгија - Италија - Енглеска - Немачка - Шпанија - Украјина | - Француска - Пољска - Швајцарска - Хрватска - Холандија - Русија | - Португал - Турска - Данска - Аустрија - Шведска - Чешка | - Велс - Финска - Мађарска - Словачка - Шкотска - Северна Македонија |

Напомене:

1. ↑  Даблин је био изабран као један од домаћина за првенство, али је Уефа 23. априла 2021. одбацила Даблин као домаћина због тадашње епидемиолошке ситуације. Тиме су све планиране утакмице за Даблин премештене у Санкт Петербург.
2. ↑  Утакмице планиране за Билбао су премештене у Севиљи на стадиону Ла Картуха.
3. 1 2  Украјина је директно смештена у групи Ц, зато што је Русија домаћин групе Б јер после руске анексије Крима, Русија и Украјина не желе да играју један против другог. Тако је Белгија директно смештена у групи Б као једина преостала из шешира.
4. ↑  Директно смештена у групи А пошто је Италија домаћин групе А.
5. ↑  Директно смештена у групи Д пошто је Енглеска домаћин групе Д.
6. ↑  Директно смештена у групи Ф пошто је Немачка домаћин групе Ф.
7. ↑  Директно смештена у групи Е пошто је Шпанија домаћин групе Е.
8. ↑  Директно смештена у групи Ц пошто је Холандија домаћин групе Ц.
9. 1 2  Директно смештени у групи Б пошто су Русија и Данска домаћини групе Б.
10. 1 2 3 4  Имена ових репрезентација нису била позната за време жреба.

## Састави
Како би се смањило оптерећење код играча након напорне клупске сезоне додатно отежане због пандемије ковида 19, саставе репрезентација неће чинити 23 (какав је пре био случај), већ 26 играча. Међутим, број играча који чине саставе репрезентација на појединачним утакмицама на првенству остаје 23. Сваки репрезентативни састав мора бити званично објављен макар десет дана пред почетак такмичења (до 1. јуна 2021). Уколико се играч повреди или озбиљно разболи и то спречи учешће истог на првенству пре прве утакмице своје селекције, њега може заменити други играч.

## Такмичење по групама
| Група А Група Б Група Ц | Група Д Група Е Група Ф |

Уефа је објавила првобитни распоред утакмица 24. маја 2018, који је укључивао само сатницу почетка прве утакмице на првенству, као и утакмица од четвртфинала до финала. Станице почетка преосталих утакмица групне фазе и осмине финала објављене су 30. новембра 2019, након жреба групне фазе. Након што је првенство помјерено са 2020. на 2021. Уефа је 17. јуна 2020. објавила нови распоред утакмица и сатнице одигравања. Све сатнице почетка и стадиони остали су исти, али су померени по дан раније, како би утакмице остале да се играју истог дана како је планирано првобитним распоредом; прва утакмица померене је са 12. на 11. јун, како би дан отварања првенства остао петак.
У елиминациону фазу пролазе победници група, другопласирани и четири најбоље трећепласиране екипе.
Сатница одигравања утакмица је по средњоевропском летњем времену (CEST, UTC+2).

### Група А
|    | Табела групе А | И | Д | Н | И | ДГ | ПГ | ГР | Бод. |
| -- | -------------- | - | - | - | - | -- | -- | -- | ---- |
| 1. | Италија        | 3 | 3 | 0 | 0 | 7  | 0  | +7 | 9    |
| 2. | Велс           | 3 | 1 | 1 | 1 | 3  | 2  | +1 | 4    |
| 3. | Швајцарска     | 3 | 1 | 1 | 1 | 4  | 5  | –1 | 4    |
| 4. | Турска         | 3 | 0 | 0 | 3 | 1  | 8  | –7 | 0    |

| Турска | 0 : 3  | Италија                                      |
| ------ | ------ | -------------------------------------------- |
|        | Детаљи | Демирал 53’ (аг.) · Имобиле 66’ · Инсиње 79’ |

| Велс    | 1 : 1  | Швајцарска |
| ------- | ------ | ---------- |
| Мур 74’ | Детаљи | Емболо 49’ |

| Турска | 0 : 2  | Велс                      |
| ------ | ------ | ------------------------- |
|        | Детаљи | Ремзи 42’ · Робертс 90+5’ |

| Италија                         | 3 : 0  | Швајцарска |
| ------------------------------- | ------ | ---------- |
| Локатели 26’, 52’ · Имобиле 89’ | Детаљи |            |

| Швајцарска                     | 3 : 1  | Турска      |
| ------------------------------ | ------ | ----------- |
| Сеферовић 6’ · Шаћири 26’, 68’ | Детаљи | Кахвеџи 62’ |

| Италија    | 1 : 0  | Велс |
| ---------- | ------ | ---- |
| Песина 39’ | Детаљи |      |

### Група Б
|    | Табела групе Б | И | Д | Н | И | ДГ | ПГ | ГР | Бод. |
| -- | -------------- | - | - | - | - | -- | -- | -- | ---- |
| 1. | Белгија        | 3 | 3 | 0 | 0 | 7  | 1  | +6 | 9    |
| 2. | Данска         | 3 | 1 | 0 | 2 | 5  | 4  | +1 | 3    |
| 3. | Финска         | 3 | 1 | 0 | 2 | 1  | 3  | –2 | 3    |
| 4. | Русија         | 3 | 1 | 0 | 2 | 2  | 7  | –5 | 3    |

| Данска | 0 : 1  | Финска         |
| ------ | ------ | -------------- |
|        | Детаљи | Похјанпало 60’ |

| Белгија                      | 3 : 0  | Русија |
| ---------------------------- | ------ | ------ |
| Лукаку 10’, 88’ · Меније 34’ | Детаљи |        |

| Финска | 0 : 1  | Русија         |
| ------ | ------ | -------------- |
|        | Детаљи | Миранчук 45+2’ |

| Данска     | 1 : 2  | Белгија                     |
| ---------- | ------ | --------------------------- |
| Повлсен 2’ | Детаљи | Т. Азар 55’ · де Бројне 70’ |

| Русија            | 1 : 4  | Данска                                                 |
| ----------------- | ------ | ------------------------------------------------------ |
| Дзјуба 70’ (пен.) | Детаљи | Дамсгард 38’ · Повлсен 59’ · Кристенсен 79’ · Меле 82’ |

| Финска | 0 : 2  | Белгија                         |
| ------ | ------ | ------------------------------- |
|        | Детаљи | Храдецки 74’ (аг.) · Лукаку 81’ |

### Група Ц
|    | Табела групе Ц     | И | Д | Н | И | ДГ | ПГ | ГР | Бод. |
| -- | ------------------ | - | - | - | - | -- | -- | -- | ---- |
| 1. | Холандија          | 3 | 3 | 0 | 0 | 8  | 2  | +6 | 9    |
| 2. | Аустрија           | 3 | 2 | 0 | 1 | 4  | 3  | +1 | 6    |
| 3. | Украјина           | 3 | 1 | 0 | 2 | 4  | 5  | –1 | 3    |
| 4. | Северна Македонија | 3 | 0 | 0 | 3 | 2  | 8  | –6 | 0    |

| Аустрија                                   | 3 : 1  | Северна Македонија |
| ------------------------------------------ | ------ | ------------------ |
| Лајнер 18’ · Грегорич 78’ · Арнаутовић 89’ | Детаљи | Пандев 28’         |

| Холандија                                  | 3 : 2  | Украјина                      |
| ------------------------------------------ | ------ | ----------------------------- |
| Вајналдум 52’ · Вегхорст 59’ · Дамфрис 85’ | Детаљи | Јармоленко 75’ · Јаремчук 79’ |

| Украјина                      | 2 : 1  | Северна Македонија |
| ----------------------------- | ------ | ------------------ |
| Јармоленко 29’ · Јаремчук 34’ | Детаљи | Алиоски 57’        |

| Холандија                      | 2 : 0  | Аустрија |
| ------------------------------ | ------ | -------- |
| Депај 11’ (пен.) · Дамфрис 67’ | Детаљи |          |

| Северна Македонија | 0 : 3  | Холандија                      |
| ------------------ | ------ | ------------------------------ |
|                    | Детаљи | Депај 24’ · Вајналдум 51’, 58’ |

| Украјина | 0 : 1  | Аустрија        |
| -------- | ------ | --------------- |
|          | Детаљи | Баумгартнер 21’ |

### Група Д
|    | Табела групе Д | И | Д | Н | И | ДГ | ПГ | ГР | Бод. |
| -- | -------------- | - | - | - | - | -- | -- | -- | ---- |
| 1. | Енглеска       | 3 | 2 | 1 | 0 | 2  | 0  | +2 | 7    |
| 2. | Хрватска       | 3 | 1 | 1 | 1 | 4  | 3  | +1 | 4    |
| 3. | Чешка          | 3 | 1 | 1 | 1 | 3  | 2  | +1 | 4    |
| 4. | Шкотска        | 3 | 0 | 1 | 2 | 1  | 5  | –4 | 1    |

| Енглеска     | 1 : 0  | Хрватска |
| ------------ | ------ | -------- |
| Стерлинг 57’ | Детаљи |          |

| Шкотска | 0 : 2  | Чешка        |
| ------- | ------ | ------------ |
|         | Детаљи | Шик 42’, 52’ |

| Хрватска    | 1 : 1  | Чешка          |
| ----------- | ------ | -------------- |
| Перишић 47’ | Детаљи | Шик 37’ (пен.) |

| Енглеска | 0 : 0  | Шкотска |
| -------- | ------ | ------- |
|          | Детаљи |         |

| Хрватска                              | 3 : 1  | Шкотска       |
| ------------------------------------- | ------ | ------------- |
| Влашић 17’ · Модрић 62’ · Перишић 77’ | Детаљи | Макгрегор 42’ |

| Чешка | 0 : 1  | Енглеска       |
| ----- | ------ | -------------- |
|       | Детаљи | Стерлинг 12’ · |

### Група Е
|    | Табела групе Е | И | П | Н | И | ДГ | ПГ | ГР | Бод. |
| -- | -------------- | - | - | - | - | -- | -- | -- | ---- |
| 1. | Шведска        | 3 | 2 | 1 | 0 | 4  | 2  | +2 | 7    |
| 2. | Шпанија        | 3 | 1 | 2 | 0 | 6  | 1  | +5 | 5    |
| 3. | Словачка       | 3 | 1 | 0 | 2 | 2  | 7  | –5 | 3    |
| 4. | Пољска         | 3 | 0 | 1 | 2 | 4  | 6  | –2 | 1    |

| Пољска     | 1 : 2  | Словачка                         |
| ---------- | ------ | -------------------------------- |
| Линети 46’ | Детаљи | Шчесни 18’ (аг.) · Шкринијар 69’ |

| Шпанија | 0 : 0  | Шведска |
| ------- | ------ | ------- |
|         | Детаљи |         |

| Шведска             | 1 : 0  | Словачка |
| ------------------- | ------ | -------- |
| Форсберг 77’ (пен.) | Детаљи |          |

| Шпанија    | 1 : 1  | Пољска          |
| ---------- | ------ | --------------- |
| Мората 25’ | Детаљи | Левандовски 54’ |

| Словачка | 0 : 5  | Шпанија                                                                        |
| -------- | ------ | ------------------------------------------------------------------------------ |
|          | Детаљи | Дубравка 30’ (аг.) · Лапорт 45+3’ · Сарабија 56’ · Торес 67’ · Куцка 71’ (аг.) |

| Шведска                         | 3 : 2  | Пољска               |
| ------------------------------- | ------ | -------------------- |
| Форсберг 2’, 59’ · Класон 90+4’ | Детаљи | Левандовски 61’, 84’ |

### Група Ф
|    | Табела групе Ф | И | Д | Н | И | ДГ | ПГ | ГР | Бод. |
| -- | -------------- | - | - | - | - | -- | -- | -- | ---- |
| 1. | Француска      | 3 | 1 | 2 | 0 | 4  | 3  | +1 | 5    |
| 2. | Немачка        | 3 | 1 | 1 | 1 | 6  | 5  | +1 | 4    |
| 3. | Португал       | 3 | 1 | 1 | 1 | 7  | 6  | +1 | 4    |
| 4. | Мађарска       | 3 | 0 | 2 | 1 | 3  | 6  | –3 | 2    |

| Мађарска | 0 : 3  | Португал                                |
| -------- | ------ | --------------------------------------- |
|          | Детаљи | Гереиро 84’ · Роналдо 87’ (пен.), 90+2’ |

| Француска        | 1 : 0  | Немачка |
| ---------------- | ------ | ------- |
| Хумелс 20’ (аг.) | Детаљи |         |

| Мађарска    | 1 : 1  | Француска     |
| ----------- | ------ | ------------- |
| Фиола 45+2’ | Детаљи | Гризман 66’ · |

| Португал               | 2 : 4  | Немачка                                                       |
| ---------------------- | ------ | ------------------------------------------------------------- |
| Роналдо 15’ · Жота 67’ | Детаљи | Дијас 35’ (аг.) · Гереиро 39’ (аг.) · Хаверц 51’ · Госенс 60’ |

| Португал                       | 2 : 2  | Француска          |
| ------------------------------ | ------ | ------------------ |
| Роналдо 31’ (пен.), 60’ (пен.) | Детаљи | Бензема 45+2’, 47’ |

| Немачка                  | 2 : 2  | Мађарска              |
| ------------------------ | ------ | --------------------- |
| Хаверц 66’ · Горецка 84’ | Детаљи | Салаи 11’ · Шефер 68’ |

### Поредак трећепласираних
|    | Гр. | Репрезентација | И | Д | Н | И | ДГ | ПГ | ГР | Бод. |
| -- | --- | -------------- | - | - | - | - | -- | -- | -- | ---- |
| 1. | Д   | Чешка          | 3 | 1 | 1 | 1 | 3  | 2  | +1 | 4    |
| 2. | А   | Швајцарска     | 3 | 1 | 1 | 1 | 4  | 5  | –1 | 4    |
| 3. | Ф   | Португал       | 3 | 1 | 1 | 1 | 7  | 6  | +1 | 4    |
| 4. | Ц   | Украјина       | 3 | 1 | 0 | 2 | 4  | 5  | –1 | 3    |
| 5. | Б   | Финска         | 3 | 1 | 0 | 2 | 1  | 3  | –2 | 3    |
| 6. | Е   | Словачка       | 3 | 1 | 0 | 2 | 2  | 7  | –5 | 3    |

## Елиминациона фаза
|  | Осмина финала        | Осмина финала            |                  |       | Четвртфинале | Четвртфинале |  |  | Полуфинале | Полуфинале |  |  | Финале | Финале |
|  |                      |                          |                  |       |              |              |  |  |            |            |  |  |        |        |
|  | 27. јун – Севиља     |                          |                  |       |              |              |  |  |            |            |  |  |        |        |
|  |                      |                          |                  |       |              |              |  |  |            |            |  |  |        |        |
|  | Белгија              | 1                        |                  |       |              |              |  |  |            |            |  |  |        |        |
|  | Белгија              | 1                        | 2. јул – Минхен  |       |              |              |  |  |            |            |  |  |        |        |
|  | Португал             | 0                        |                  |       |              |              |  |  |            |            |  |  |        |        |
|  | Португал             | 0                        | Белгија          | 1     |              |              |  |  |            |            |  |  |        |        |
|  | 26. јун – Лондон     |                          | Белгија          | 1     |              |              |  |  |            |            |  |  |        |        |
|  |                      | Италија                  | 2                |       |              |              |  |  |            |            |  |  |        |        |
|  | Италија (прод.)      | Италија                  | 2                | 2     |              |              |  |  |            |            |  |  |        |        |
|  | Италија (прод.)      |                          | 6. јул – Лондон  | 2     |              |              |  |  |            |            |  |  |        |        |
|  | Аустрија             | 1                        |                  |       |              |              |  |  |            |            |  |  |        |        |
|  | Аустрија             | 1                        | Италија (пен.)   | 1 (4) |              |              |  |  |            |            |  |  |        |        |
|  | 28. јун – Букурешт   |                          | Италија (пен.)   | 1 (4) |              |              |  |  |            |            |  |  |        |        |
|  |                      | Шпанија                  | 1 (2)            |       |              |              |  |  |            |            |  |  |        |        |
|  | Француска            | Шпанија                  | 1 (2)            | 3 (4) |              |              |  |  |            |            |  |  |        |        |
|  | Француска            | 2. јул – Санкт Петербург |                  | 3 (4) |              |              |  |  |            |            |  |  |        |        |
|  | Швајцарска (пен.)    | 3 (5)                    |                  |       |              |              |  |  |            |            |  |  |        |        |
|  | Швајцарска (пен.)    | 3 (5)                    | Швајцарска       | 1 (1) |              |              |  |  |            |            |  |  |        |        |
|  | 28. јун – Копенхаген |                          | Швајцарска       | 1 (1) |              |              |  |  |            |            |  |  |        |        |
|  |                      | Шпанија (пен.)           | 1 (3)            |       |              |              |  |  |            |            |  |  |        |        |
|  | Хрватска             | Шпанија (пен.)           | 1 (3)            | 3     |              |              |  |  |            |            |  |  |        |        |
|  | Хрватска             |                          | 11. јул – Лондон | 3     |              |              |  |  |            |            |  |  |        |        |
|  | Шпанија (прод.)      | 5                        |                  |       |              |              |  |  |            |            |  |  |        |        |
|  | Шпанија (прод.)      | 5                        | Италија (пен.)   | 1 (3) |              |              |  |  |            |            |  |  |        |        |
|  | 29. јун – Глазгов    |                          | Италија (пен.)   | 1 (3) |              |              |  |  |            |            |  |  |        |        |
|  |                      | Енглеска                 | 1 (2)            |       |              |              |  |  |            |            |  |  |        |        |
|  | Шведска              | Енглеска                 | 1 (2)            | 1     |              |              |  |  |            |            |  |  |        |        |
|  | Шведска              | 3. јул – Рим             |                  | 1     |              |              |  |  |            |            |  |  |        |        |
|  | Украјина (прод.)     | 2                        |                  |       |              |              |  |  |            |            |  |  |        |        |
|  | Украјина (прод.)     | 2                        | Украјина         | 0     |              |              |  |  |            |            |  |  |        |        |
|  | 29. јун – Лондон     |                          | Украјина         | 0     |              |              |  |  |            |            |  |  |        |        |
|  |                      | Енглеска                 | 4                |       |              |              |  |  |            |            |  |  |        |        |
|  | Енглеска             | Енглеска                 | 4                | 2     |              |              |  |  |            |            |  |  |        |        |
|  | Енглеска             |                          | 7. јул – Лондон  | 2     |              |              |  |  |            |            |  |  |        |        |
|  | Немачка              | 0                        |                  |       |              |              |  |  |            |            |  |  |        |        |
|  | Немачка              | 0                        | Енглеска (прод.) | 2     |              |              |  |  |            |            |  |  |        |        |
|  | 27. јун – Будимпешта |                          | Енглеска (прод.) | 2     |              |              |  |  |            |            |  |  |        |        |
|  |                      | Данска                   | 1                |       |              |              |  |  |            |            |  |  |        |        |
|  | Холандија            | Данска                   | 1                | 0     |              |              |  |  |            |            |  |  |        |        |
|  | Холандија            | 3. јул – Баку            |                  | 0     |              |              |  |  |            |            |  |  |        |        |
|  | Чешка                | 2                        |                  |       |              |              |  |  |            |            |  |  |        |        |
|  | Чешка                | 2                        | Чешка            | 1     |              |              |  |  |            |            |  |  |        |        |
|  | 26. јун – Амстердам  |                          | Чешка            | 1     |              |              |  |  |            |            |  |  |        |        |
|  |                      | Данска                   | 2                |       |              |              |  |  |            |            |  |  |        |        |
|  | Велс                 | Данска                   | 2                | 0     |              |              |  |  |            |            |  |  |        |        |
|  | Велс                 |                          |                  | 0     |              |              |  |  |            |            |  |  |        |        |
|  | Данска               | 4                        |                  |       |              |              |  |  |            |            |  |  |        |        |
|  | Данска               | 4                        |                  |       |              |              |  |  |            |            |  |  |        |        |

### Осмина финала
| Велс | 0 : 4  | Данска                                        |
| ---- | ------ | --------------------------------------------- |
|      | Детаљи | Долберг 27’, 48’ · Меле 88’ · Брејтвајт 90+4’ |

| Италија                 | 2 : 1 (прод.) | Аустрија      |
| ----------------------- | ------------- | ------------- |
| Кјеза 95’ · Песина 105’ | Детаљи        | Калајџић 114’ |

| Холандија | 0 : 2  | Чешка               |
| --------- | ------ | ------------------- |
|           | Детаљи | Холеш 68’ · Шик 80’ |

| Белгија  | 1 : 0  | Португал |
| -------- | ------ | -------- |
| Азар 42’ | Детаљи |          |

| Хрватска                                    | 3 : 5 (прод.) | Шпанија                                                                   |
| ------------------------------------------- | ------------- | ------------------------------------------------------------------------- |
| Педри 20’ (аг.) · Оршић 85’ · Пашалић 90+2’ | Детаљи        | Сарабија 38’ · Аспиликуета 57’ · Торес 77’ · Мората 100’ · Ојарзабал 103’ |

| Француска                               | 3 : 3 (прод.) | Швајцарска                                   |
| --------------------------------------- | ------------- | -------------------------------------------- |
| Бензема 57’, 59’ · Погба 75’            | Детаљи        | Сеферовић 15’, 81’ · Гаврановић 90’          |
| Пенали                                  |               |                                              |
| Погба · Жиру · Тирам · Кимпембе · Мбапе | 4:5           | Гаврановић · Шер · Аканџи · Варгас · Мехмеди |

| Енглеска                | 2 : 0  | Немачка |
| ----------------------- | ------ | ------- |
| Стерлинг 75’ · Кејн 86’ | Детаљи |         |

| Шведска      | 1 : 2 (прод.) | Украјина                     |
| ------------ | ------------- | ---------------------------- |
| Форсберг 43’ | Детаљи        | Зинченко 27’ · Довбик 120+1’ |

### Четвртфинале
| Швајцарска                         | 1 : 1 (прод.) | Шпанија                                     |
| ---------------------------------- | ------------- | ------------------------------------------- |
| Шаћири 68’                         | Детаљи        | Закарија 8’ (аг.)                           |
| Пенали                             |               |                                             |
| Гаврановић · Шер · Аканџи · Варгас | 1:3           | Бускетс · Олмо · Родри · Морено · Ојарзабал |

| Белгија             | 1 : 2  | Италија                 |
| ------------------- | ------ | ----------------------- |
| Лукаку 45+2’ (пен.) | Детаљи | Барела 31’ · Инсиње 44’ |

| Чешка   | 1 : 2  | Данска                   |
| ------- | ------ | ------------------------ |
| Шик 49’ | Детаљи | Деланеј 5’ · Долберг 42’ |

| Украјина | 0 : 4  | Енглеска                                    |
| -------- | ------ | ------------------------------------------- |
|          | Детаљи | Кејн 4’, 50’ · Мегвајер 46’ · Хендерсон 63’ |

### Полуфинале
| Италија                                            | 1 : 1 (прод.) | Шпанија                            |
| -------------------------------------------------- | ------------- | ---------------------------------- |
| Кјеза 60’                                          | Детаљи        | Мората 80’                         |
| Пенали                                             |               |                                    |
| Локатели · Белоти · Бонучи · Бернардески · Жоржињо | 4:2           | Олмо · Морено · Алкантара · Мората |

| Енглеска                   | 2 : 1 (прод.) | Данска       |
| -------------------------- | ------------- | ------------ |
| Кјер 39’ (аг.) · Кејн 104’ | Детаљи        | Дамсгард 30’ |

### Финале
| Италија                                           | 1 : 1 (прод.) | Енглеска                                 |
| ------------------------------------------------- | ------------- | ---------------------------------------- |
| Бонучи 67’                                        | Детаљи        | Шо 2’                                    |
| Пенали                                            |               |                                          |
| Берарди · Белоти · Бонучи · Бернардески · Жоржињо | 3:2           | Кејн · Мегвајер · Рашфорд · Санчо · Сака |

| Победник Европског првенства у фудбалу 2020. |
| Италија Друга титула                         |

## Статистике

### Најбољи стрелци
5 голова
| - Кристијано Роналдо - Патрик Шик |

4 гола
| - Ромелу Лукаку - Хари Кејн | - Карим Бензема | - Емил Форсберг |

3 гола
| - Каспер Долберг - Рахим Стерлинг - Роберт Левандовски | - Џорџинио Вајналдум - Харис Сеферовић | - Џердан Шаћири - Алваро Мората |

2 гола
| - Торган Азар - Јоаким Меле - Јусуф Повлсен - Микел Дамсгард - Лоренцо Инсиње - Мануел Локатели | - Матео Песина - Федерико Кјеза - Чиро Имобиле - Кај Хаверц - Андриј Јармоленко - Роман Јаремчук | - Дензел Дамфрис - Мемфис Депај - Иван Перишић - Пабло Сарабија - Феран Торес |

1 гол
| - Кристоф Баумгартнер - Марко Арнаутовић - Михаел Грегорич - Саша Калајџић - Штефан Лајнер - Кевин де Бројне - Тома Меније - Арон Ремзи - Кифер Мур - Конор Робертс - Андреас Кристенсен - Мартин Брејтвајт - Томас Деланеј - Лук Шо - Хари Мегвајер - Џордан Хендерсон - Леонардо Бонучи | - Николо Барела - Адам Салаи - Андраш Шефер - Атила Фјола - Леон Горецка - Робин Госенс - Карол Линети - Диого Жота - Рафаел Гереиро - Алексеј Миранчук - Артјом Дзјуба - Горан Пандев - Езђан Алиоски - Милан Шкринијар - Ирфан Џан Кахвеџи - Артјом Довбик - Олександар Зинченко | - Јоел Похјанпало - Антоан Гризман - Пол Погба - Ваут Вегхорст - Лука Модрић - Никола Влашић - Марио Пашалић - Мислав Оршић - Томаш Холеш - Брел Емболо - Марио Гаврановић - Виктор Класон - Калум Макгрегор - Емерик Лапорт - Микел Ојарзабал - Сесар Аспиликуета |

Аутогол
| - Симон Кјер (против Енглеске) - Матс Хумелс (против Француске) - Војћех Шчесни (против Словачке) - Рафаел Гереиро (против Немачке) - Рубен Дијас (против Немачке) - Јурај Куцка (против Шпаније) | - Мартин Дубравка (против Шпаније) - Мерих Демирал (против Италије) - Лукаш Храдецки (против Белгије) - Денис Закарија (против Шпаније) - Педри (против Хрватске) |

### Награде

#### Најбољи тим
Техничка комисија УЕФЕ је одабрала 11 најбољих играча првенства од којих је чак пет из италијанске репрезентације.
| Голман            | Одбрана                                                     | Средина                          | Нападачи                                    |
| ----------------- | ----------------------------------------------------------- | -------------------------------- | ------------------------------------------- |
| Ђанлуиђи Донарума | Кајл Вокер Хари Мегвајер Леонардо Бонучи Леонардо Спинацола | Пјер Емил Хејбјерг Жоржињо Педри | Ромелу Лукаку Рахим Стерлинг Федерико Кјеза |

#### Најбољи играч
Награда за играча првенства додељена је Ђанлуиђију Донаруми, тако поставши први голман у историји првенства који је добио ову награду.

#### Најбољи млади играч
Награда за младог играча првенства, која је отворена за оне играче рођене после 1. јануара 1999. године, додељена је Педрију.

#### Златна копачка
Златна копачка је припала Кристијану Роналду који је са постигнутих 5 голова изједначен са Патриком Шиком, међутим награда је припала Роналду због једне асистенције и мање одиграних минута.

### Новчане награде
Новчане награде су одређене у фебруару 2018. Свака репрезентација је добила накнаду за учешће у износу од 9,25 милиона евра, а победник првенства може зарадити највише 34 милиона евра.
| Фаза такмичења      | Износ                                                  | Бр. репрезентација |
| ------------------- | ------------------------------------------------------ | ------------------ |
| Учешће на првенству | 9,25 милиона евра                                      | 24                 |
| Групна фаза         | 1,5 милиона евра за победу 750.000 хиљада евра за реми | 24                 |
| Осмина финала       | 2 милиона евра                                         | 16                 |
| Четвртфинале        | 3,25 милиона евра                                      | 8                  |
| Полуфинале          | 5 милиона евра                                         | 4                  |
| Финалиста           | 7 милиона евра                                         | 1                  |
| Победник            | 10 милиона евра                                        | 1                  |

## Коначни пласман учесника
| Прво место Друго место Од 3. до 4. места | Од 5. до 8. места Од 9. до 16. места Од 17. до 24. места |

| Поз                         | Тим                | Г | ИГ | П | Н | И | ГД | ГП | ГР | Бод. |
| --------------------------- | ------------------ | - | -- | - | - | - | -- | -- | -- | ---- |
| Финале                      |                    |   |    |   |   |   |    |    |    |      |
| 1                           | Италија            | А | 7  | 5 | 2 | 0 | 13 | 4  | +9 | 17   |
| 2                           | Енглеска           | Д | 7  | 5 | 2 | 0 | 11 | 2  | +9 | 17   |
| Елиминисани у полуфиналу    |                    |   |    |   |   |   |    |    |    |      |
| 3                           | Шпанија            | Е | 6  | 2 | 4 | 0 | 13 | 6  | +7 | 10   |
| 4                           | Данска             | Б | 6  | 3 | 0 | 3 | 12 | 7  | +5 | 9    |
| Елиминисани у четвртфиналу  |                    |   |    |   |   |   |    |    |    |      |
| 5                           | Белгија            | Б | 5  | 4 | 0 | 1 | 9  | 3  | +6 | 12   |
| 6                           | Чешка              | Д | 5  | 2 | 1 | 2 | 6  | 4  | +2 | 7    |
| 7                           | Швајцарска         | А | 5  | 1 | 3 | 1 | 8  | 9  | –1 | 6    |
| 8                           | Украјина           | Ц | 5  | 2 | 0 | 3 | 6  | 10 | –4 | 6    |
| Елиминисани у осмини финала |                    |   |    |   |   |   |    |    |    |      |
| 9                           | Холандија          | Ц | 4  | 3 | 0 | 1 | 8  | 4  | +4 | 9    |
| 10                          | Шведска            | Е | 4  | 2 | 1 | 1 | 5  | 4  | +1 | 7    |
| 11                          | Француска          | Ф | 4  | 1 | 3 | 0 | 7  | 6  | +1 | 6    |
| 12                          | Аустрија           | Ц | 4  | 2 | 0 | 2 | 5  | 5  | 0  | 6    |
| 13                          | Португал           | Ф | 4  | 1 | 1 | 2 | 7  | 7  | 0  | 4    |
| 14                          | Хрватска           | Д | 4  | 1 | 1 | 2 | 7  | 8  | –1 | 4    |
| 15                          | Немачка            | Ф | 4  | 1 | 1 | 2 | 6  | 7  | –1 | 4    |
| 16                          | Велс               | А | 4  | 1 | 1 | 2 | 3  | 6  | –3 | 4    |
| Елиминисани у групној фази  |                    |   |    |   |   |   |    |    |    |      |
| 17                          | Финска             | Б | 3  | 1 | 0 | 2 | 1  | 3  | –2 | 3    |
| 18                          | Русија             | Б | 3  | 1 | 0 | 2 | 2  | 7  | –5 | 3    |
| 19                          | Словачка           | Е | 3  | 1 | 0 | 2 | 2  | 7  | –5 | 3    |
| 20                          | Мађарска           | Ф | 3  | 0 | 2 | 1 | 3  | 6  | –3 | 2    |
| 21                          | Пољска             | Е | 3  | 0 | 1 | 2 | 4  | 6  | –2 | 1    |
| 22                          | Шкотска            | Д | 3  | 0 | 1 | 2 | 1  | 5  | –4 | 1    |
| 23                          | Северна Македонија | Ц | 3  | 0 | 0 | 3 | 2  | 8  | –6 | 0    |
| 24                          | Турска             | А | 3  | 0 | 0 | 3 | 1  | 8  | –7 | 0    |

## Симболи првенства

### Лого и слоган
Званични лого је представљен 21. септембра 2016. године на посебној свечаности у Сити холу у Лондону. Лого представља трофеј првенства који је окружен обожаваоцима који стоје на мосту, тако симболизујући како фудбал повезује и уједињује људе.
Сваки појединачни град домаћин такође има и свој јединствени лого. На правоугаоним логотиповима, на врху, налази се текст UEFA EURO 2020, на дну логотипова налази се текст „град домаћин” а изнад њега назив самог града (све великим словима), главни лого првенства с леве стране и локални мост с десне стране. Текст на сваком логоу исписан је на енглеском, заједно с локалним језиком где је то могуће. Логотипи су представљени од септембра 2016. до јануара 2017.
| Домаћин         | Датум представљања  | Мост                   | Други језик | Реф.   |
| --------------- | ------------------- | ---------------------- | ----------- | ------ |
| Лондон          | 21. септембар 2016. | Тауербриџ              | Н/Д         | [ 81 ] |
| Рим             | 22. септембар 2016. | Мост Светог Анђела     | Италијански | [ 82 ] |
| Баку            | 30. септембар 2016. | Кабловски мост         | Азерски     | [ 83 ] |
| Букурешт        | 15. октобар 2016.   | Надвожњак Басараб      | Румунски    | [ 84 ] |
| Глазгов         | 25. октобар 2016.   | Клајд арк              | Н/Д         | [ 85 ] |
| Минхен          | 27. октобар 2016.   | Вителсбах              | Немачки     | [ 86 ] |
| Копенхаген      | 1. новембар 2016.   | Кружни мост            | Дански      | [ 87 ] |
| Будимпешта      | 16. новембар 2016.  | Сечењијев ланчани мост | Мађарски    | [ 88 ] |
| Амстердам       | 16. децембар 2016.  | Магере бруг            | Холандски   | [ 89 ] |
| Санкт Петербург | 19. јануар 2017.    | Дворски мост           | Руски       | [ 90 ] |
| Севиља          | Н/Д                 | Мост Аламиљо           | Шпански     | [ 91 ] |

| Домаћин | Датум представљања | Мост               | Други језик/ци       | Реф.   |
| ------- | ------------------ | ------------------ | -------------------- | ------ |
| Даблин  | 24. новембар 2016. | Мост Самјуел Бекет | Ирски                | [ 92 ] |
| Брисел  | 14. децембар 2016. | Most Собјески      | Холандски, француски | [ 93 ] |
| Билбао  | 15. децембар 2016. | Мост Свети Антон   | Шпански              | [ 94 ] |

Званични слоган првенства је представљен 19. маја 2019. године и гласи: Живи. За стварно. (енгл. Live It. For Real.).

### Маскота
Маскота је представљена 24. марта 2019. године, инспирисана слободним стилом фудбала, уличним фудбалом и пана фудбалом.

### Лопта
Званична лопта првенства је Адидас унифорија, која је представљена 6. новембра 2019. Симболише јединство и еуфорију, а у дизајн лопте постављене су ЏПС координате 12 градова домаћина.

### Спонзори
- [99]
- [100]
- [101]
- [102]
- [103]
- [104]
- [105]
- [106]
- [107]
- [108]
- [109]

## Телевизије
Првенство се путем телевизија и радио станица емитује широм света.
Права на пренос у региону:
| Територија          | Носилац права           | Референце       |
| ------------------- | ----------------------- | --------------- |
| Босна и Херцеговина | - Нова БХ - Спорт клуб  | [ 110 ] [ 111 ] |
| Северна Македонија  | - Спорт клуб            | [ 110 ]         |
| Словенија           | - Спорт клуб - Šport TV | [ 110 ] [ 112 ] |
| Србија              | - Нова С - Спорт клуб   | [ 110 ]         |
| Хрватска            | - ХРТ - Спорт клуб      | [ 110 ] [ 113 ] |
| Црна Гора           | - Нова М - Спорт клуб   | [ 110 ] [ 114 ] |